# Luciano Mutasi
Luciano Mutasi Mba (Édéa, 3 maggio 1988) è un ex calciatore camerunese naturalizzato equatoguineano, di ruolo centrocampista.

## Carriera

### Nazionale
Tra il 2006 e il 2007 ha giocato 5 partite con la nazionale equatoguineana.

## Statistiche

### Cronologia presenze e reti in nazionale
| Cronologia completa delle presenze e delle reti in nazionale ― Guinea Equatoriale | Cronologia completa delle presenze e delle reti in nazionale ― Guinea Equatoriale | Cronologia completa delle presenze e delle reti in nazionale ― Guinea Equatoriale | Cronologia completa delle presenze e delle reti in nazionale ― Guinea Equatoriale | Cronologia completa delle presenze e delle reti in nazionale ― Guinea Equatoriale | Cronologia completa delle presenze e delle reti in nazionale ― Guinea Equatoriale | Cronologia completa delle presenze e delle reti in nazionale ― Guinea Equatoriale | Cronologia completa delle presenze e delle reti in nazionale ― Guinea Equatoriale |
| Data                                                                              | Città                                                                             | In casa                                                                           | Risultato                                                                         | Ospiti                                                                            | Competizione                                                                      | Reti                                                                              | Note                                                                              |
| --------------------------------------------------------------------------------- | --------------------------------------------------------------------------------- | --------------------------------------------------------------------------------- | --------------------------------------------------------------------------------- | --------------------------------------------------------------------------------- | --------------------------------------------------------------------------------- | --------------------------------------------------------------------------------- | --------------------------------------------------------------------------------- |
| 26-2-2006                                                                         | Cotonou                                                                           | Benin                                                                             | 0 – 1                                                                             | Guinea Equatoriale                                                                | Amichevole                                                                        | -                                                                                 |                                                                                   |
| 3-9-2006                                                                          | Malabo                                                                            | Guinea Equatoriale                                                                | 2 – 1                                                                             | Liberia                                                                           | Qual. Coppa d'Africa 2008                                                         | -                                                                                 | 58’                                                                               |
| 7-10-2006                                                                         | Yaoundé                                                                           | Camerun                                                                           | 3 – 0                                                                             | Guinea Equatoriale                                                                | Qual. Coppa d'Africa 2008                                                         | -                                                                                 | 50’                                                                               |
| 5-3-2007                                                                          | N'Djamena                                                                         | Rep. del Congo                                                                    | 2 – 1                                                                             | Guinea Equatoriale                                                                | Giochi dell'Africa centrale 2007                                                  | -                                                                                 | 75’                                                                               |
| 9-3-2007                                                                          | N'Djamena                                                                         | Guinea Equatoriale                                                                | 1 – 1                                                                             | Gabon                                                                             | Giochi dell'Africa centrale 2007                                                  | -                                                                                 | 73’                                                                               |
| Totale                                                                            |                                                                                   | Presenze                                                                          | 5                                                                                 |                                                                                   | Reti                                                                              | 0                                                                                 |                                                                                   |